# Blogger
A Blogger blogpublikáló rendszert a Pyra Labs fejlesztette ki, a Google 2003-ban vásárolta meg.

## Történet
1999 augusztusában az egyik első ilyen jellegű szolgáltatásként indult az interneten, így jelentős szerepet játszott a „műfaj” sikerében. 2003 februárjában a Pyra a Google tulajdonába került, ami minőségbeli javulással járt: a korábban fizetős premium featureöket a Google ingyenessé tette. Nagyjából egy évvel később a Pyrát társalapító Evan Williams elhagyta a Googlet.
A Google 2004-es szerzeménye a Picasa és a fotómegosztó-alkalmazása a Hello Blogger integrációt kaptak, így lehetővé vált a fotók megosztása a Bloggeres blogokban.
2004. május 9-én a lap új designt és új szolgáltatásokat mutatott be, például lehetővé vált a CSS-alapú sablonok használata, az egyéni archívumlapok beállítása és az e-mailen keresztüli blogolás.
2006. augusztus 14-étől bétaként futott az Invader kódnevű fejlesztéscsomag, majd decemberben lekerült a béta jelzés. Jelenleg az új fejlesztéseket Google-fiókkal lehet igénybe venni.
2007. június 27-étől magyar nyelven is hozzáférhető.

## Szolgáltatások
A blogokat lehet a Blogger szerverein és külső domainen is posztolni. A Google-fiókokhoz kapcsolt webnaplókat a Google szerverein helyezték el, ami állítólag nagyobb megbízhatóságot jelent a jobb szerverminőségnek köszönhetően. 
Szintén újdonság volt a címkék bevezetése a drag-and-drop sablonszerkesztés, a privát blogok indításának engedélyezése (vagyis az hozzáférési szintek beállíthatóságának bevezetése) és a dinamikus frissítés.

### Integráció
- A Google Toolbar „BlogThis!” gombja lehetővé teszi a hivatkozások azonnali átemelését a felhasználók blogjaiba.
- A „Blogger for Word” szolgáltatás lehetővé teszi a Microsoft Wordből való mentést közvetlenül a webnaplókba.
- A Blogger támogatja az AdSense futtatását.
- A Blogger támogatja a többszerzős blogok működtetését.

## Kritika
Sok felhasználót zavart, hogy az új verzióra való átálláshoz Google-fiókra volt szükség.
Petíció indult az ellen, hogy a már nem működő blogok címei is foglaltak maradnak. 